# Maurice Merleau-Ponty
Maurice Merleau-Ponty (Rochefort-sur-Mer, 15 de marzo de 1908-París, el 3 de mayo de 1961) fue un filósofo fenomenólogo francés, fuertemente influido por Edmund Husserl. 
Es frecuentemente clasificado como existencialista, debido a su cercanía con Jean-Paul Sartre y Simone de Beauvoir, así como por su concepción heideggeriana del ser, aunque posteriormente, debido a su litigio con Sartre, Merleau-Ponty negaba pertenencia o acuerdo con dicha filosofía.

## Biografía
Estudió en París en los Lycée Janson de Sailly y Louis-le-Grand de París. Al terminar los estudios ingresó a la Escuela Normal Superior de París, en la misma época que Sartre; allí terminó la carrera de filosofía como segundo de su clase, en 1930. En 1945 se graduó de doctor en letras en la Universidad de París.
Comenzó a dar clases en Chartres, pero después regresó a la Escuela Normal Superior por un doctorado en letras en 1945, que consiguió con dos libros muy importantes: La estructura del comportamiento (1942) y la Fenomenología de la percepción (1945).
Enseguida se convierte en profesor de filosofía de la Universidad de Lyon (1945 a 1948), y después en profesor de psicología infantil en la Sorbona (1949 a 1952). Al final, se vuelve titular de la cátedra de filosofía del Colegio de Francia a partir de 1952 y hasta su muerte en 1961, siendo uno de los más jóvenes en acceder al mencionado Colegio de Francia.
Formó parte del comité editorial de la revista Les Temps modernes como editorialista político, desde su fundación en octubre de 1945 y hasta diciembre de 1952. 
Se implicó políticamente, formando parte de la oficina nacional del cartel de la Unión de Fuerzas Democráticas (UFD), creado para las elecciones legislativas de 1958 y que agrupaba a la izquierda no comunista y antigaullista.
Murió de un paro cardíaco la tarde del 3 de mayo de 1961 a la edad de cincuenta y tres años , sentado en su escritorio, donde la obra Dioptrique de Descartes aún estaba abierta, aparentemente mientras preparaba una disertación referida a él. “Dejó una obra considerable e inacabada y, en particular, un libro en el que estaba trabajando y que constituiría su obra maestra: Lo visible y lo invisible” Está enterrado en el cementerio de Père-Lachaise (división 52.ª).
El filósofo Claude Lefort es el ejecutor de su obra.

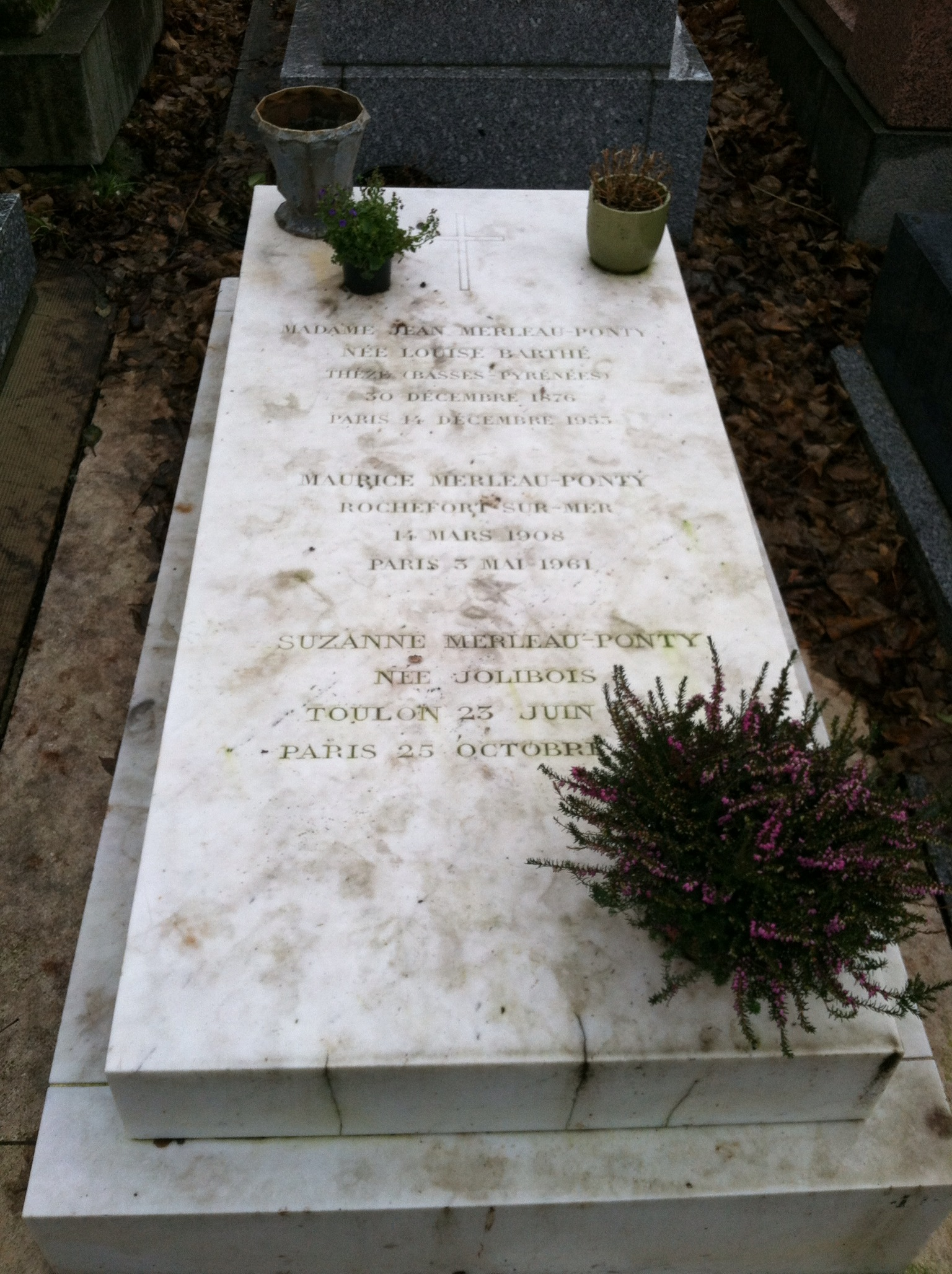
Tumba de Merleau-Ponty en el cementerio de Père-Lachaise.

## Ideas principales

### La importancia primordial de la percepción
Desde la época de La estructura del comportamiento y la Fenomenología de la percepción, Merleau-Ponty quería demostrar que la percepción no es el resultado casual de las sensaciones "atómicas", en contraposición a la tradición iniciada por John Locke, que estaba siendo perpetuada por ciertas corrientes psicológicas de la época, en particular la psicología del comportamiento. Para Merleau-Ponty, en cambio, la percepción tiene una dimensión activa, en la medida en la que representa una apertura primordial al mundo de la vida (al Lebenswelt). En contra del atomismo antes citado, Merleau-Ponty logra valiosas conclusiones apelando no solo a la fenomenología (o estudio lógico de las cosas tal cual aparecen) sino también con el gran aporte de la Teoría de la Gestalt y los descubrimientos referidos a las funciones psíquicas realizados hasta su época.
Esa apertura primordial que significa la percepción activa forma la base de su tesis de la importancia primordial de la percepción. Según una formulación de la fenomenología de Edmund Husserl, la de la consciencia intencional basada en la frase de Franz Brentano: "toda conciencia es conciencia de algo", lo que implica una diferencia entre el "acto de pensar" (proceso cognitivo o noésis) y el conjunto de los "objetos intencionales del pensamiento" (νόημα noéma), haciendo de la correlación noética-noemática el primer escalón de la constitución del análisis de la conciencia. Para más claridad, el apotegma "toda conciencia es conciencia de algo" implica que toda conciencia es intencional, ergo: si hay conciencia es porque -como ya lo planteaba Descartes con su cogito- existe un ser consciente (el humano) pero esto no basta,. La conciencia es conciencia de algo; se tiene conciencia de algo externo al sujeto poseedor de la conciencia (en este caso es cuando Sartre habla de transcendencia del ego y en esto coincide Merleau-Ponty, es así entonces que la conciencia intencional o conciencia de algo es una base para los criterios de realidad y de objetividad).
Sin embargo, al estudiar los manuscritos póstumos de Husserl, que sería una de sus mayores influencias, Merleau-Ponty subraya que, Husserl habría inferido que hay fenómenos que no son asimilables a la correlación noética-noemática. Esto es especialmente cierto cuando uno atiende los fenómenos del cuerpo (que es al mismo tiempo cuerpo-sujeto y cuerpo-objeto), a los tiempos subjetivos (la conciencia del tiempo no es ni un acto volitivo -voluntario- de conciencia ni un objeto del pensamiento) y a la conciencia que se tiene de los otros (las primeras consideraciones de los otros en Husserl llevan al solipsismo).
Así, la diferencia entre "actos del pensamiento" (noésis) y los "objetos intencionales del pensamiento" (noéma) no parece constituir una base irreductible. Más bien se manifiesta en un nivel superior de análisis. De ahí que Merleau-Ponty no se quede en el postulado "toda consciencia es conciencia de algo", que supone la formación de un dialelo ("círculo vicioso") noético-noemático, sino que desarrolla la tesis según la cual "toda conciencia es conciencia perceptiva". Con este acto inaugura un giro significativo en el desarrollo de la fenomenología, que exigía una revisión de los conceptos a la luz de la primordialidad o primado de la percepción, sopesando las consecuencias filosóficas de esta tesis.
Husserl logra dar una base contra el solipsismo al utilizar en su método de reducción fenomenológica la tesis brentaniana: "toda conciencia  es conciencia de algo" (vale reiterar: de algo externo al sujeto y al ego y consciencia del sujeto), sin embargo Husserl en su segunda etapa tiene posturas casi platónicas que apuntan a una recaída en la metafísica (el "primer Husserl" por el contrario puso sus esfuerzos en hacer de la filosofía una ciencia estricta). Ante la recaída husserliana en senderos metafísicos la noción de Merleau-Ponty basada en la consciencia perceptiva es una noción concreta, fisiológica, basada en lo real del cuerpo humano.
Es de tal modo que Merleau-Ponty converge en gran medida con Sartre: el cuerpo humano es junto a lo externo real la base de la conciencia, y por esto se da un compromiso existencial  entre el sujeto y sus circunstancias.
Sin embargo el existencialismo de Merleau-Ponty diverge en un punto crucial del existencialismo  sartreano: en tanto que para Sartre la relación intersubjetiva es una relación de egos para los cuales todo otro en cuanto, desde  el ego, queda reducido a la categoría de  objeto, en cambio para Merleau-Ponty la cuestión resulta  distinta: es precisamente esa relación existencial -y el compromiso que implica- lo que hace que todo ego deba reconocer a otro ego como un semejante y ya no solo como un objeto.

### La corporalidad
Tomando como punto de partida el estudio de la percepción, Merleau-Ponty llega a reconocer que el cuerpo propio es algo más que una cosa, algo más que un objeto a ser estudiado por la ciencia, sino que es también una condición permanente de la existencia. El cuerpo es, según Merleau-Ponty, constituyente tanto de la apertura perceptiva al mundo como de la "creación" de ese mundo. Existe por lo tanto una inherencia de la consciencia y del cuerpo que el análisis de la percepción debe tener en cuenta. Por así decirlo, la primacía de la percepción significa la primacía de experiencia en la medida en que la percepción presenta una dimensión activa y constitutiva.
Merleau-Ponty en una primera parte de su obra, considera el esquema corporal como expresión del cuerpo en el mundo. Para él, el cuerpo no está frente a un espacio objetivo, quieto y enraizado en una situación que polariza todas sus acciones. Por el contrario, dice: "mi cuerpo existe orientado hacia todas las percepciones". Se recoge sobre sí mismo para alcanzar sus fines  y el "esquema corporal" es, en última instancia, una manera de expresar que mi cuerpo está en el mundo.
En un segundo momento, intenta establecer una teoría fenomenología del esquema corporal. Piensa que de la estructuración anátomo-fisiológica o neurológica del cuerpo y de las experiencias vividas; el esquema corporal solo retiene lo que es valioso para sus proyectos, lo que permite adaptarse mejor a sus medios.
A lo largo de sus obras, Merleau-Ponty instaura un análisis que reconoce tanto la corporalidad de la consciencia como la intencionalidad corporal, contrastando así con la ontología dualista cuerpo/alma de Descartes, un filósofo a quien Merleau-Ponty siempre se mantiene atento a pesar de las importantes divergencias que los separa.

### El lenguaje

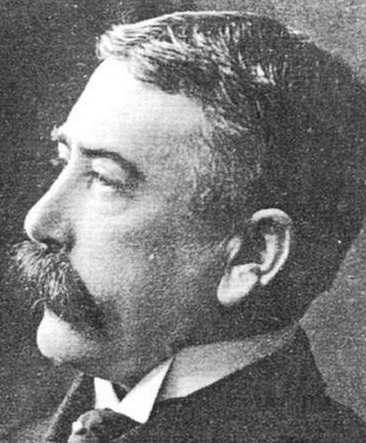
Ferdinand de Saussure

Destacar el hecho de que la corporalidad tiene intrínsecamente una dimensión de expresividad que resulta fundamental para la constitución del ego es una de las conclusiones de La estructura del comportamiento que reinvierte constantemente en su obra posterior. Siguiendo esta vena de expresividad, examinará cómo un sujeto encarnado es capaz de realizar actividades que van más allá del nivel orgánico del cuerpo, como ocurre durante las operaciones intelectuales y en cuestiones relativas a la vida cultural.
Luego considera cuidadosamente el lenguaje, como núcleo de la cultura, examinando en particular los vínculos entre el despliegue del pensamiento y el significado, al tiempo que enriquece su perspectiva no sólo con el análisis de la adquisición del lenguaje y la expresividad del cuerpo, sino también teniendo en cuenta las patologías del lenguaje, así como la pintura, el cine, los usos literarios de la lengua y la poesía.
Al igual que Gilbert Ryle, rechazó explícitamente la concepción cartesiana o mentalista del lenguaje, que lo convertiría en la simple expresión de representaciones mentales. Las palabras no son, para Merleau-Ponty, el reflejo del pensamiento: “la palabra no es el “signo” del pensamiento”. De hecho, no podemos disociar palabra y pensamiento: los dos están “envueltos uno en el otro, el significado se toma en la palabra y la palabra es la existencia externa del signo”. El lenguaje implica en primer lugar una actividad intencional, que pasa por el propio cuerpo. “El pensamiento no es nada “interno”, no existe fuera del mundo ni fuera de las palabras.»
Esta preocupación por el lenguaje incluyó desde el principio una consideración de las expresiones relativas al ámbito artístico, como lo demuestra La estructura del comportamiento (1942), que contiene en particular un pasaje sobre el Greco que prefigura las observaciones que desarrolló en 1945 en Le Doute de Cézanne, siguiendo consideraciones de la Fenomenología de la Percepción En este sentido, el trabajo que realizó cuando ocupó la Cátedra de Psicología y Pedagogía Infantil de la Universidad de La Sorbona no es un interludio en sus inquietudes filosóficas y fenomenológicas, sino que representa un momento significativo en el desarrollo de su pensamiento.
Como indican sus resúmenes de cursos en la Universidad de La Sorbona, durante este período mantuvo un diálogo entre la fenomenología y los diversos trabajos realizados en psicología, al tiempo que retomaba el estudio de la adquisición del lenguaje en el niño, además de ser uno de los primeros filósofos. explotar ampliamente la contribución del trabajo lingüístico de Ferdinand de Saussure y trabajar sobre la noción de estructura a través de una discusión del trabajo en psicología, lingüística y antropología social.

## Obras publicadas

### En vida
- La structure du comportement (La estructura del comportamiento), París: Presses Universitaires de France, 1942. Finalizado 3 o 4 años antes pero no publicado debido a la Segunda Guerra Mundial.
- Phénoménologie de la perception (Fenomenología de la percepción), París: Gallimard, 1945.
- Humanisme et terreur, essai sur le problème communiste (Humanismo y terror: ensayo sobre el problema comunista), París: Gallimard, 1947.
- Sens et Non-Sens (Sentido y sinsentido), París: Nagel, 1948. Colección de en ensayos.
- Les aventures de la dialectique (Las aventuras de la dialéctica), Paris: Gallimard, 1955.
- Eloge de la Philosophie et autres essais (Elogio de la filosofía y otros ensayos), Paris: Gallimard, 1960. Colección de ensayos.
- Signes (Signos), Paris: Gallimard, 1960. Colección de ensayos.

### Póstumas
- L'Oeil et L'Esprit (El ojo y el espíritu), Paris: Gallimard, 1964.
- Le Visible et L'Invisible (Lo visible y lo invisible), Paris:Gallimard, 1964. A partir de manuscritos y notas, obra inconclusa.
- Résumés de cours College de France, 1952-1960 (Filosofía y Lenguaje, Proteo, Buenos Aires), Paris: Gallimard, 1968.
- La Prose du Monde (La prosa del mundo), Paris: Gallimard, 1969.
- Merleau-Ponty: Parcours 1935-1951 (Merleau-Ponty: Recorrido 1935-1951), Verdier, 1997.
- Merleau-Ponty: Parcours Deux (Merleau-Ponty: Recorrido dos, 1951-1961, Verdier, 2000.
- Causeries 1948 (Conversaciones 1948), Paris: Seuil, 2002